# 天船增三
英仙座34，又名BD+49 945，HD 21428、SAO 38872、HR 1044，是英仙座的一颗恒星，视星等为4.67，位于銀經147.45，銀緯-5.7，其B1900.0坐标为赤經3h 22m 12.8s，赤緯+49° -5.7′ 46″。